# The Present (álbum)
The Present es el undécimo álbum de estudio por la banda británica The Moody Blues, publicado el 28 de agosto de 1983. Este fue el último álbum en ser publicado desde su sello discográfico, Threshold Records.

## Lista de canciones
| N.º | Título                 | Duración |  |
| 1.  | «Blue World»           | 5:19     |  |
| 2.  | «Meet Me Halfway»      | 4:08     |  |
| 3.  | «Sitting at the Wheel» | 5:39     |  |
| 4.  | «Going Nowhere»        | 5:29     |  |

| N.º | Título                            | Duración |  |
| 1.  | «Hole in the World»               | 1:54     |  |
| 2.  | «Under My Feet»                   | 4:50     |  |
| 3.  | «It's Cold Outside of Your Heart» | 4:26     |  |
| 4.  | «Running Water»                   | 3:22     |  |
| 5.  | «I Am»                            | 1:39     |  |
| 6.  | «Sorry»                           | 5:00     |  |

- Los lados uno y dos fueron combinados como pista 1–10 en la reedición de CD.

| Bonus tracks (2008 Decca Records reissue) |                                                |          |  |
| N.º                                       | Título                                         | Duración |  |
| 11.                                       | «Blue World» (single version)                  | 3:39     |  |
| 12.                                       | «Sitting at the Wheel» (Steve Greenberg remix) | 7:32     |  |

## Créditos
Créditos adaptados desde las notas del álbum.
The Moody Blues
- Justin Hayward – voz principal y coros (1, 2, 7, 8), guitarra
- John Lodge – voz principal y coros (2, 3, 6), bajo eléctrico
- Ray Thomas – voz principal y coros (4, 9, 10), armónica, flauta
- Graeme Edge – batería
- Patrick Moraz – teclado, sintetizador

## Posicionamiento
| Gráficas (1983)                         | Pico de posición |
| --------------------------------------- | ---------------- |
| Alemania (GfK Entertainment)            | 33               |
| Canadá (RPM Top Albums)                 | 11               |
| Nueva Zelanda (Recorded Music NZ)       | 26               |
| Países Bajos (MegaCharts Album Top 100) | 26               |
| Suecia (Sverigetopplistan)              | 35               |
| Noruega (VG-lista)                      | 14               |
| Reino Unido (UK Albums Chart)           | 15               |
| Estados Unidos (Billboard 200)          | 26               |

## Certificaciones y ventas
| País                  | Certificación | Ventas  |
| --------------------- | ------------- | ------- |
| Canadá (Music Canada) | Platino       | 80,000^ |